# دانشگاه علوم زیستی نروژ
دانشگاه علوم زیستی نروژ (نروژی: Norges miljø- og biovitenskapelige universitet) همچنین شناخته شده با حروف اختصاری: NMBU، یک دانشگاه دولتی در نروژ است.
این دانشگاه که محصول ادغام چند مدرسه عالی و از جمله مدرسه کشاورزی نروژ است، قبلاً دانشگاه علوم زیستی (MBU) نام داشت و سپس نام فعلی (NMBU) خود را در سال ۲۰۱۴م، بعد از ادغام با دانشکده دامپزشکی دریافت کرد.
 در سال ۲۰۰۵م، به دنبال ارتقاء مدرسه کشاورزی، به رتبه دانشگاهی، دانشگاه علوم زیستی نروژ نیز به رتبه دانشگاه دولتی ارتقاء پیدا کرد.
دانشگاه علوم زیستی نروژ، در سال ۲۰۲۲م، دارای ۵۲۰۰ دانشجو و ۱۷۰۰ کارمند بود و از سال ۲۰۲۱م، آقای «کورت رایس» ریاست این دانشگاه را بر عهده دارد. از سال ۲۰۲۰م، تصمیم بر این قرار گرفت که تمام تأسیسات متعلق به دانشگاه علوم زیستی نروژ (NMBU) در اوس، آکرهوس متمرکز شوند.
دانشگاه علوم زیستی نروژ، یک مؤسسه آموزشی و مطالعاتی در زمینه علوم زیستی و مسائل مربوط به محیط زیست است. تدریس و تحقیق در این دانشگاه، بر روی موضوع تغذیه و مدیریت منابع طبیعی و فناوری و زیبایی‌شناسی مرتبط با آن، تأکید بیشتری دارد.
تحقیقات در این دانشگاه، هم مربوط به علوم پایه و در خدمت امور آموزشی است و هم مربوط به علوم کاربردی و در خدمت امور اقتصادی است.

## پیشینه
مدرسه عالی کشاورزی نروژ، در سال ۱۸۹۷م، به دنبال گسترش مستقیم مدرسه کشاورزی نروژ تأسیس شد و تا سال ۱۹۹۷م، تحت نظارت وزارت کشاورزی نروژ قرار داشت. این مدرسه یکی از مهمترین مؤسسات ادغام شده در دانشگاه علوم زیستی نروژ است. در پاییز ۲۰۰۴م،
پس از یک ارزیابی تخصصی و علمی وزارت آموزش و تحقیقات نروژ توصیه کرد که مدرسه عالی کشاورزی نروژ به سطح دانشگاه ارتقاء پیدا کند. در تاریخ ۱۰ دسامبر ۲۰۰۴م، تأسیس دانشگاه علوم زیستی نروژ، در شورای دولت به تصویب پادشاه نروژ رسید.

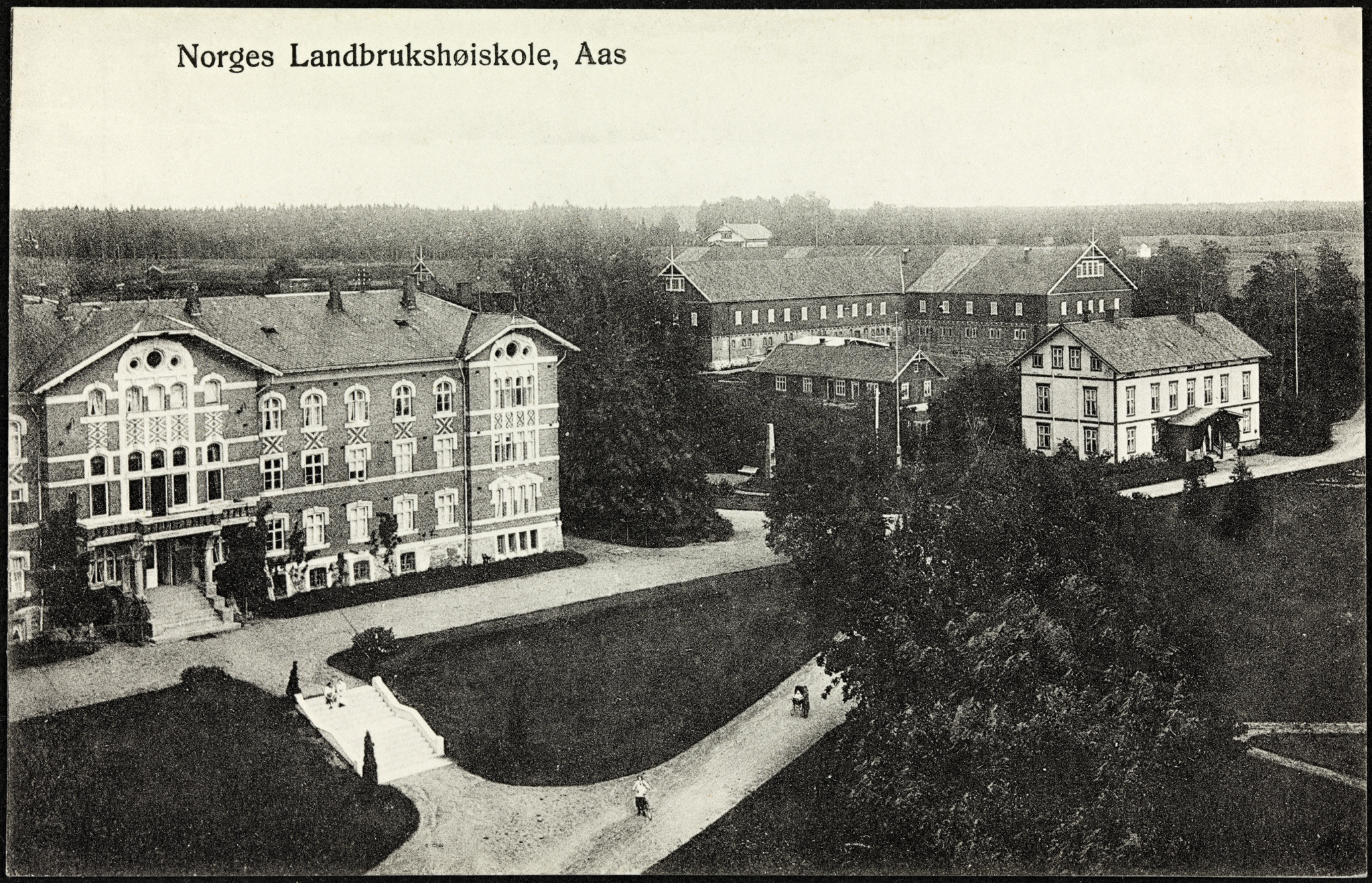
دانشکده علوم کشاورزی نروژ، ۱۹۱۹م، اوس

### دانشکده‌ها
| دانشکده علوم زیستی (BIOVIT)                   |
| دانشکده اقتصاد و امور بازرگانی                |
| دانشکده شیمی، بیوتکنولوژی و علوم تغذیه (KBM)  |
| دانشکده منطقه و جامعه (LANDSAM)               |
| دانشکده محیط زیست و مدیریت منابع طبیعی (MINA) |
| دانشکده علم و فناوری (REALTEK)                |
| دانشکده دامپزشکی                              |
|                                               |

### همکاری
دانشگاه علوم زیستی نروژ، با محیطهای علمی و پژوهشی و مؤسسات نظارت دولتی واقع در محل، از جمله سازمان مناظر و جنگلبانی نروژ و مؤسسات پژوهشی در امور زیستی، منابع آب و تغذیه همکاری نزدیکی دارد و یکی از بزرگترین مزارع کشور، در مجموع به بزرگی ۶۰۰ هکتار (۶ میلیون متر مربع)، شامل درختکاری، کشاورزی و دامداری را اداره می‌کند.